# La vuelta al mundo (Zipi y Zape)
La vuelta al mundo es una historieta de Zipi y Zape creada por el historietista español Escobar entre 1970 y 1971.

## Trayectoria editorial
Se publicó en forma seriada entre 1970 y 1971 en la revista Mortadelo números 4 a 11. Ese mismo año se recopiló como número 4 de la colección de álbumes Alegres Historietas. Puede encontrarse en el Clásicos del Humor: Zipi y Zape I (2009) de RBA.

## Argumento
Los gemelos Zipi y Zape ganan el concurso televisivo "Todo vale, vale todo" patrocinado por la casa de detergentes Pam Pam, cuyo premio es un viaje con todos los gastos pagados alrededor del mundo. Así, recorren el planeta viviendo diversas aventuras: se hacen con la cabellera de unos indios que querían secuestrarles en Estados Unidos, recuperan un caballo robado en México, destrozan un jardín en Japón, boxean contra un canguro en Australia, compran una alfombra voladora en India, escapan de una tribu en África, detienen a un falsificador de bolsos de cocodrilo en Egipto, inundan un hotel en Venecia y resuelven un caso de asesinato en Londres. 
A la vuelta se encuentran con que la casa Pam Pam se ha arruinado pagando las facturas de los destrozos causados por Zipi y Zape, por lo que el dueño de la compañía les persigue por la ciudad.